# Hôpital d'Ellis Island

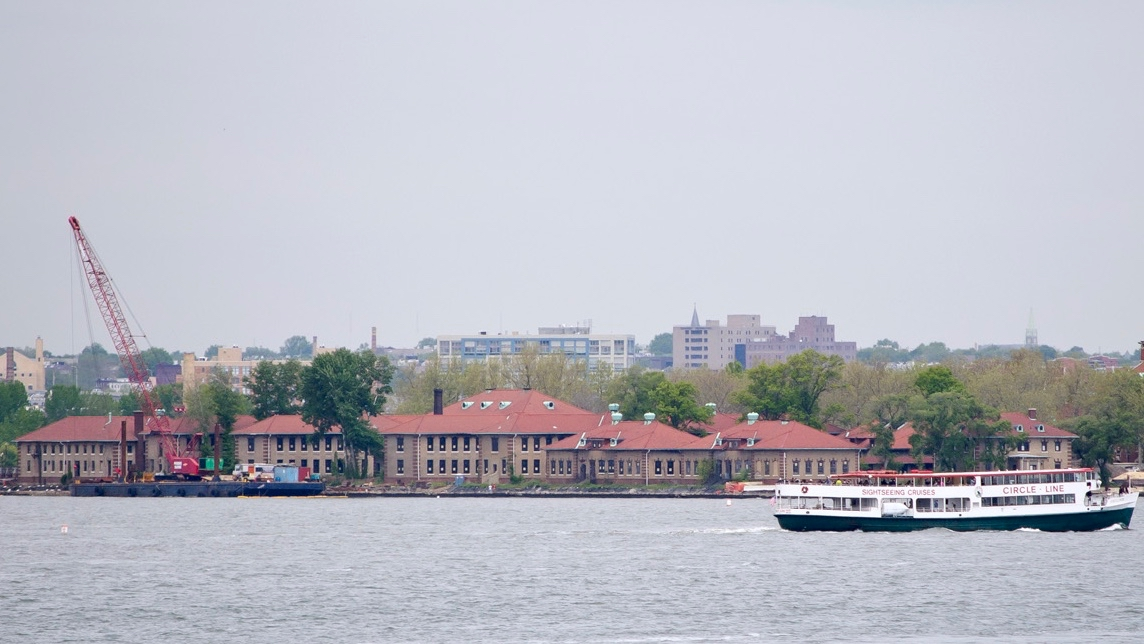
L'hôpital d'Ellis Island.

L'hôpital d'Ellis Island (en anglais : Ellis Island Immigrant Hospital) est le premier hôpital de santé publique des États-Unis, ouvert en 1902 et fonctionnant comme un hôpital jusqu'en 1930. Il est situé sur Ellis Island, au New Jersey, près de New York.
Construit en plusieurs phases, l'établissement comprenait à la fois un hôpital général et un pavillon séparé pour les maladies contagieuses.
L'hôpital servait de centre de détention pour les nouveaux immigrants jugés inaptes à entrer aux États-Unis après leur arrivée. Les immigrants étaient soit libérés de l'hôpital pour une nouvelle vie en Amérique après un traitement, soit renvoyés dans leur pays d'origine.
Il est inscrit au Registre national des lieux historiques.
L'hôpital est immortalisé sur la pièce de monnaie du New Jersey de la série de pièces américaines d'un quart de dollar America the Beautiful.